# Репіт
Репіт (або Ропіт, також зустрічається еллінізована версія Тріфіс (дав.-гр. Θριφις)) — давньоєгипетська богиня, яку зазвичай зображували із головою левиці. У текстах описується як повелителька Західної пустелі та око Гора. Ймовірна дружина бога Міна та мати Колантеса, її культ не виходив за межі верхнього Єгипту (і започаткувався у стародавньому місті Атрибіс).

## Походження імені
| M17 | M17 | B1 |

| M17 | M17 | B1 |

Ім'я Репіт означає «благородна жінка» і часто використовувалося як епітет для різних богинь: Хатхор, Ісіди та Нефтиди. Давньоєгипетське слово rpwt зазвичай позначало жінку або будь-який жіночий образ (сюди також входять жіночі статуї, ідоли тощо), зазвичай із натяком на її благородне походження, і не стосувалося якогось конкретного божества.
Окрім цього, в деяких джерелах (наприклад, «Берлінський словник єгипетської мови» Адольфа Ермана та Германа Грапова) rpwt перекладається як паланкін або трон, проте навіть в наведених прикладах із Текстів пірамід, слово радше означає «богиню цього храму». Саме тому деякі дослідники припускають, що первинно це було не ім'я богині, а лише один з епітетів для інших богинь. Ба більше, образ богині схожий на Сехмет і майже повторює її.
Проте під час Середнього царства, ім'я Репіт почало використовуватися на позначення богині локального культу. Під час еліністичного періоду греки могли чути молитви до цієї богині, але не розбирали артикль який ставили до її імені (ймовірно, t-rpwt), що могло слугувати джерелом грецького варіанту її імені – Тріфіс (дав.-гр. Θριφις).

## Культ богині
Центром культу богині Репіт було місто Атрибіс, скоріше за все вона була локальною богинею-покровителькою цього міста. Зважаючи на розпливчатість її імені в текстах з інших регіонів, важко точно окреслити покровителькою чого вона була, але деякі дослідники вважали її богинею родючості (виходячи з її асоціації з богом Міном). В деяких текстах їй жертвували смирнові дерева, з яких виготовляли ефірну олію.
Репіт зображували як жінку з головою левиці в короні з диском, рогами та пером, як у Хатхор. Її чоловіком був Мін, а їхньою спільною дитиною — Колантес. Репіт часто зображували стоячи поруч з її чоловіком, і вона часто трималася рукою за його посох, що підкреслювало їх близькість та її можливий вплив на його владу.
Більшість текстів і зображень богині присутні в Храмовому комплексі Мін-Ре в Атрібісі, де вона разом зі своїм чоловіком Міном та сином Колантесом утворила місцевий пантеон, якому поклонялися навіть в еліністичний період. В деяких текстах згадується як «войовнича» чи «та, що викликає страх».